# Marcos Chicot

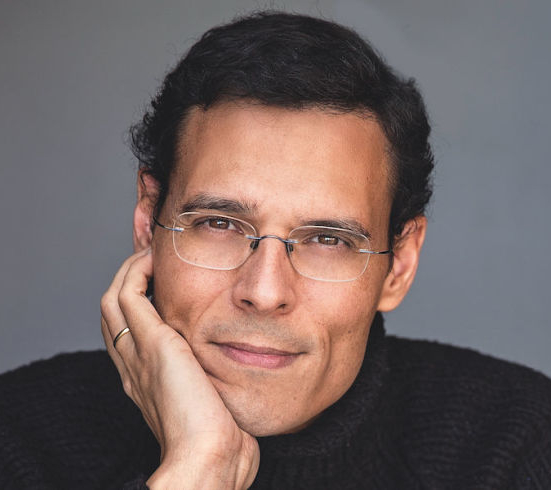

Marcos Chicot (Madrid, 11 dicembre 1971) è uno scrittore, economista e psicologo spagnolo. Laureatosi in Psicologia Clinica e in Economia e Psicologia del Lavoro all'Università Complutense di Madrid, ha lavorato come manager in varie aziende. Vive con la moglie Laura e due figli, Lucia e Daniel.

## Biografia
Esordisce nel mondo della letteratura nel 1997 con il romanzo Óscar; l'anno successivo pubblica Diario de Gordon, con il quale vince il Premio de Novela Francisco Umbral. Nel 2004 vince il Premio Internacional Literario Rotary Club, categoria romanzi per ragazzi.
Nel 2013 pubblica El asesinato de Pitágoras, che viene tradotto in oltre venti paesi (in Italia esce sotto il nome di L'assassinio di Pitagora sotto la Salani Editore); il libro si classifica al quarto posto al Premio Planeta, e diventa l'ebook in lingua spagnola più venduto nell'anno. L'anno seguente esce La Hermandad (Il teorema delle menti in Italia).
Nel 2016 esce El asesinato de Sócrates (L'assassinio di Socrate); nel 2020 esce El asesinato de Platón (Congiura al Partenone), e nel 2025 El asesinato de Aristóteles.